# Acadine
Acadine – w mitologii greckiej źródło na Sycylii poświęcone bogom Palikom. Wrzucano do niego tabliczki z wypisanymi przysięgami. Jeśli tabliczka wypłynęła, był to znak, że przysięga była szczera, jeśli zaś zatonęła, dowodziło to krzywoprzysięstwa.